# 源重郎池
源重郎池（げんじゅうろういけ）は、兵庫県相生市矢野町小河（おうご）に位置する人工池（ため池）。

## 歴史
- 1801年(享和元年) - 二代目源重郎が水不足で悩む小川村のために池を作ることを決心。
- 1802年(享和元年) - 池を作る工事を始める。病気により二代目源重郎が死去し、三代目源重郎が後を継ぐ。
- 1809年(文化6年) - 源重郎池完成。
- 1817年(文化14年) - 土手が水漏れを起こしたため修理。
- 1822年(文政5年) - 再び土手が水漏れを起こす。
- 1829年(文政12年) - 土手の水漏れが激しくなり三代目源重郎の後を継いだ四代目源重郎が大修理を決心。
- 1832年(天保3年) - 池の大修理を始める。
- 1835年(天保6年) - 大修理が終わり池が大きくなる。
- 1840年(天保11年) - 三代目源重郎が死去。
- 1868年(慶応4年) - 池を修理する。
- 1871年(明治4年) - 四代目源重郎が死去。
- 1875年(明治8年) - 四代目源重郎の子供光葉久吉(こはひさきち)によって源重郎池は小河村のものとなる。
- 1896年(明治29年) - 築地記念碑が建てられる。
- 1926年(昭和元年) - 土手が水漏れを起こし修理。
- 1990年(平成2年) - 池の大改修をし改修記念碑が建てられる。

## 概要
- 江戸時代中期に度々旱魃が起こっていた小河の農民源重郎家が3代に渡って建築したという。
- 千種川支流の矢野川のさらに支流の小河川上に位置している。